# 匯力資源
匯力資源（集團）有限公司，簡稱匯力資源（集團），以及匯力資源（英語：Huili Resources (Group) Limited，港交所：1303），於2007年由當時盧琦（本公司董事）創立名為「正源國際有限公司」，其後出售予賈鐵硯。
董事長為王大勇，首席執行官為趙廣勝，總部位於新疆。業務在中國內地經營有色金屬採礦，資產包括「哈密市佳泰礦產資源開發有限責任公司」、「哈密市錦華礦產資源開發有限責任公司」等。
該股份在2012年1月12日於港交所主板上市。招股價為1.7港元，發行新股為2.5億股，集資額為4.25億港元。

## 連結
- huili.hk